# Solieria femoralis
Solieria femoralis là một loài ruồi trong họ Tachinidae.